# Diazonaftochinonă
Diazonaftochinona (DNQ) este un diazo-derivat al 1,2-naftochinonei.  La expunerea la lumină, suferă reacția de transpoziție Wolff pentru a forma o cetenă.  Această reacție chimică este exploatată cu o varietate de derivate ale diazonaftochinonei în industria semiconductorilor.
Esterii de acid sulfonic ai diazonaftochinonei sunt folosiți frecvent ca și componente ale materialelor fotorezist pentru fabricarea semiconductorilor. În această aplicație DNQ-urile sunt amestecate cu rășină Novolac, un tip de polimer fenolic. DNQ funcționează ca un inhibitor de dizolvare. Pe durata procesului de mascare/șablonare, porțiuni ale peliculei de fotorezist sunt expuse la lumină în timp ce altele rămân neexpuse. În regiunile neexpuse ale peliculei de rezist, diazonaftochinona acționează ca un inhibitor al dizolvării iar rezistul rămâne insolubil în baza apoasă de developare. În regiunile expuse, DNQ formează o catenă, care, în schimb, reacționează cu apa ambiantă pentru a forma un acid carboxilic indenic solubil în bază. Regiunile expuse ale peliculei de fotorezist devin solubile în bază apoasă; prin urmare permițând formarea unei imagini în relief pe durata developării.